# 495
Раннє Середньовіччя. У Східній Римській імперії триває правління Анастасія I. На Апеннінському півострові розпочалося формування Остготського королівства Теодоріха Великого. У Європі існують численні германські держави, зокрема Іберію і південь Галлії займає Вестготське королівство, Північну Африку захопили вандали, утворивши Африканське королівство, у Тисо-Дунайській низовині утворилося Королівство гепідів. На півночі Галлії панують салічні франки, у Західній Галлії встановилося Бургундське королівство.
У Південному Китаї править династія Південна Ці, на півночі — Північна Вей. В Індії правління імперії Гуптів. У Японії триває період Ямато. У Персії править династія Сассанідів.
На території лісостепової України Черняхівська культура. Історики VI століття згадують плем'я антів, що мешкало на території сучасної України приблизно з IV сторіччя. У Північному Причорномор'ї центр володінь гунів, що підкорили собі інші кочові племена, зокрема сарматів, булгар та аланів.

## Події
- У Британії розпочалося формування королівства Вессекс.
- Це одна з можливих дат заснування монастиря Шаолінь.
- Папа Римський Геласій I отримав підтримку італійського кліру в питанні про примат церковної влади над світською.